# Gino Pernice
Gino Pernice, all'anagrafe Luigi Pernice (Milano, 6 maggio 1927 – Roma, 25 aprile 1997), è stato un attore italiano.

## Biografia
È noto soprattutto per aver interpretato il ruolo del sindacalista nel film La classe operaia va in paradiso (1971) di Elio Petri, oltre che per la sua partecipazione a diversi film western, tra cui spiccano Django (1966) e Vamos a matar compañeros (1970), ambedue per la regia di Sergio Corbucci. Da ricordare anche l'interpretazione in Italiani, brava gente (1964) di Giuseppe De Santis e Spaghetti House (1982), con Nino Manfredi, ma in particolare nel ruolo di Fanfulla da Lodi in Il soldato di ventura (1976). In TV è stato, fra l'altro, Jerome, nipote della signora Maigret e sottoposto del commissario Maigret (Gino Cervi).

## Filmografia

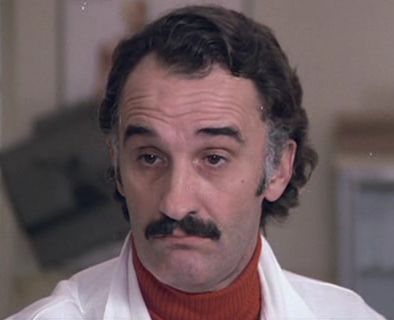
Gino Pernice nel film Conviene far bene l'amore (1975)

- Carmela è una bambola, regia di Gianni Puccini (1958)
- L'attico, regia di Gianni Puccini (1962)
- Le voci bianche, regia di Pasquale Festa Campanile e Massimo Franciosa (1964)
- Italiani, brava gente, regia di Giuseppe De Santis (1964)
- Minnesota Clay, regia di Sergio Corbucci (1964)
- Adulterio all'italiana, regia di Pasquale Festa Campanile (1966)
- Texas addio, regia di Ferdinando Baldi (1966)
- L'uomo che ride, regia di Sergio Corbucci (1966)
- Django, regia di Sergio Corbucci (1966)
- Little Rita nel West, regia di Ferdinando Baldi (1967)
- I crudeli, regia di Sergio Corbucci (1967)
- Il padre di famiglia, regia di Nanni Loy (1967)
- Gli specialisti, regia di Sergio Corbucci (1969)
- Vamos a matar compañeros, regia di Sergio Corbucci (1970)
- Io non spezzo... rompo, regia di Bruno Corbucci (1971)
- La classe operaia va in paradiso, regia di Elio Petri (1971)
- Er più - Storia d'amore e di coltello, regia di Sergio Corbucci (1971)
- Jus primae noctis, regia di Pasquale Festa Campanile (1972)
- Daniele e Maria, regia di Ennio De Concini (1973)
- Bisturi - La mafia bianca, regia di Luigi Zampa (1973)
- La sbandata, regia di Alfredo Malfatti (1974)
- La sculacciata, regia di Pasquale Festa Campanile (1974)
- Professore venga accompagnato dai suoi genitori, regia di Mino Guerrini (1974)
- Di che segno sei?, regia di Sergio Corbucci (1975)
- Conviene far bene l'amore, regia di Pasquale Festa Campanile (1975)
- Il soldato di ventura, regia di Pasquale Festa Campanile (1976)
- Il corpo della ragassa, regia di Pasquale Festa Campanile (1979)
- Culo e camicia, regia di Pasquale Festa Campanile (1981)
- Porca vacca, regia di Pasquale Festa Campanile (1982)
- Spaghetti House, regia di Giulio Paradisi (1982)
- Scandalo segreto, regia di Monica Vitti (1990)

## Prosa televisiva Rai
- Il ladro sono io di Giovanni Cenzato, regia di Giancarlo Galassi Beria, trasmessa l'8 novembre 1957.
- Le donne di buon umore, regia di Giorgio De Lullo, trasmessa il 29 dicembre 1961.
- Il giornalino di Gian Burrasca di Vamba, regia di Lina Wertmüller, trasmesso dal 19 dicembre 1964 al 6 febbraio 1965.
- La gibigianna di Mario Bertolazzi, regia di Flaminio Bollini, trasmessa il 18 febbraio 1969.
- Le inchieste del commissario Maigret – serie TV (1966-1969)
- Giocando a golf una mattina, regia di Daniele D'Anza – miniserie TV (1969)
- Joe Petrosino, regia di Daniele D'Anza – miniserie TV (1972)
- Vado a vedere il mondo capisco tutto e torno, regia di Giorgio Moser – miniserie TV (1973)
- Le avventure di Calandrino e Buffalmacco, regia di Carlo Tuzii – miniserie TV (1975)
- Spia - Il caso Philby, regia di Gian Pietro Calasso – miniserie TV (1977)
- La foresta, regia di Luigi Squarzina, con Tullio Solenghi, Gino Pernice, Fiorenza Marchegiani, Eros Pagni, Lina Volonghi, Adolfo Geri, Wanda Benedetti, trasmessa il 3 novembre 1979.
- Aeroporto internazionale – serie TV (1987)

## Prosa radiofonica Rai
- Il diario di un curato di campagna di Georges Bernanos, regia di Corrado Pavolini, trasmessa il 29 aprile 1958.[1]
- America, da Franz Kafka, riduzione di Max Brod, regia di Giorgio Bandini, trasmessa il 5 novembre 1961.

## Doppiatori italiani
Nonostante fosse italiano, Gino Pernice è stato doppiato in varie occasioni da:
- Gianfranco Bellini in Minnesota Clay, Django, Texas addio, Little Rita nel West
- Gigi Proietti in I crudeli
- Adalberto Maria Merli in Il padre di famiglia
- Oreste Lionello in Gli specialisti
- Pino Colizzi in Er Più - storia d’amore e di coltello
- Manlio De Angelis in Professore venga accompagnato dai suoi genitori
- Luciano De Ambrosis in Di che segno sei?